# سفارة جنوب السودان في مصر
سفارة جنوب السودان لدى مصر هي الممثلية الدبلوماسية العليا لدولة جنوب السودان لدى جمهورية مصر العربية. 8 ش احمد الشاطورى الدقى الجيزة، 

## السفارة
8 ش احمد الشاطورى الدقى الجيزة ·

## اقرأ أيضا
- قائمة البعثات الديبلوماسية في مصر
- وزارة الخارجية المصرية
- قائمة رحلات عبد الفتاح السيسي الخارجية في الفترة الرئاسية الأولى
- قائمة رحلات عبد الفتاح السيسي الخارجية في الفترة الرئاسية الثانية
- قائمة رحلات عدلي منصور الرئاسية الخارجية